# Комините
Комините са две скални кули/връхчета, разположени една над друга, с почти отвесни източни стени – днес учебен алпийски обект. Намират се на североизточния склон на планината Витоша, на левия склон на Драгалевската река в горната ѝ част.
Гранитните отвеси на Долния Комин започват на 1550 m н.в. и са до около 50 метра, а върхът му достига до 1600 m, докато този на Горния Комин достига до 1620 m н.в.

## Катерачен обект
Комините са едно от местата в България, където се заражда и развива българският алпинизъм. През лятото на 1919 г. по Комините са направени първите опити за изкачване с въже в България. Крум Новаков – Кумата, студент в Австрия, донася оттам алпийска екипировка – специално въже за алпинизъм, чифт котки и ледокопи, и той заедно с Панайот Минков (Пиньот), Борис Ковачев и Христо Йорданов, членове на Софийския клон на Юношеския туристически съюз (ЮТС) „Витоша“, първи започват да се катерят така. 
През лятото на 1932 г. се правят няколко първи изкачвания. Йордан Йорданов и Борислав Йорданов правят първото изкачване по източната стена на Големия (Долния) Комин и по източния ръб на лявото крило на Малкия (Горен) Комин. Александър Белковски, Любен Телчаров и Любен Пенев правят първото изкачване на най-дясното крило на Долния Комин, като трасират наречения по-късно „Дамски тур“.
В съвременността катерачният обект „Комините“ се използва предимно за обучение и е предпочитана дестинация на много катерачи от гр. София поради лесния достъп. 